# Oromo
Oromo je naziv za afričku etničku grupu iz kušitske grupe naroda, koji žive u Etiopiji, i u manjem broju u Keniji i Somaliji. Predstavljaju najveću etničku grupu Etiopije koja broji oko 30 miliona pripadnika ili oko 35% stanovništva. Njihov jezik je oromo jezik ili Afan Oromo iz grupe kušitskih jezika. Dele se u dve glavne grupe: Borana i Barintu, koje se dele u manje podgrupe.
Oromo su u svoju današnju domovinu stigli iz Somalije. Poznati su po strogoj društvenoj stratifikaciji temeljenoj na dobnim grupama, te narodnim skupštinama koje svakih osam godina donose zakone.
Religijska pripadnost je različita. Oromo su većim dijelom sunitski muslimani (oko 50%), iako ima i dosta hrišćana — orijentalnih pravoslavaca (oko 35%) i protestanata (približno 12%). Manjina se još drži tradicionalne monoteističke Oromo religije temeljene na Waaqa Tokiicha koja ima uticaj i na njihove muslimanske i hrišćanske sunarodnike.
Oromo su danas politički podijeljeni između pristalica trenutne etiopske vlasti i zagovornika stvaranja nezavisne Oromo države.